# Ludwig Wihl

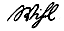
Ludwig Wihls Signatur

Ludwig Wihl, auch Louis Wihl (* 24. Oktober 1807 in Wevelinghoven, Département de la Roer, Französisches Kaiserreich; † 16. Januar 1882 in Brüssel), war ein deutscher Altphilologe, Orientalist, Literat und Publizist.

## Leben
Ludwig Wihl war eines von vielen Kindern des Metzgers, „Ellenwarenhändlers“ und jüdischen Religionslehrers Mosche ben Israel (ab 1808 Moses Wihl) und dessen Ehefrau Tiltz Salomon (Walburga Levenstein). Sein älterer Bruder war der im Jahr 1800 geborene David, der 1825 die Ausbildung zum „Lehrer an einer mosaischen Elementarschule“ bestand. Ein anderer Bruder war Lazarus Wihl, der sich von 1843 bis 1848 an der Kunstakademie Düsseldorf zum Porträt- und Historienmaler ausbildete.
Ludwig Wihl wuchs in Wevelinghoven bei Grevenbroich auf und besuchte das Evangelische Gymnasium in Köln. Gefördert vom Kölner Erzbischof Ferdinand August von Spiegel konnte er ein Studium der Klassischen Philologie und orientalischer Sprachen antreten, das ihn über die Rheinische Friedrich-Wilhelms-Universität Bonn an die Ludwig-Maximilians-Universität München führte, wo er 1830 mit der 1831 veröffentlichten Schrift De gravissimis aliquot Phoenicum inscriptionibus Commentatio philologico-critica zum Dr. phil. promoviert wurde. In dieser Schrift, die er Eduard von Schenk, dem Kölner Erzbischof von Spiegel und Friedrich Wilhelm Joseph Schelling gewidmet hatte, vertrat er unter anderem die These, dass die antike griechische Kultur durch Einwanderung von Phöniziern eine bedeutende Änderung erfahren habe und dass die phönizische Sprache „hebräisch“ gewesen sei.
Nach vergeblichem Bemühen, unter Beibehaltung seiner mosaischen Konfession Dozent an einer preußischen Hochschule zu werden, ging er nach Frankfurt am Main. Dort arbeitete er mit Karl Gutzkow an dessen Zeitschrift Phoenix, später in Hamburg an dessen Telegraph für Deutschland. In den 1830er Jahren hielt er sich außerdem in Paris auf, wo er 1837 Heinrich Heine kennenlernte, ferner in London. Durch Romantische Dichtungen (1833) trat er als Lyriker in Erscheinung. Nach einer Sammlung seiner Gedichte (1836) veröffentlichte er nach einem Aufenthalt in England von ihm übersetzte Arbeiten englischsprachiger Dichter, die unter dem Titel Englischer Novellenkranz (1839) erschienen. Nachdem sich Wihl mit Gutzkow überworfen hatte, ging er wieder nach Frankfurt, wo er 1840 von dem Kaufmann Marquard Georg Seufferheld Mittel zur Gründung eines Erziehungsinstituts erhielt. Dieses Institut musste nach eineinhalb Jahren schließen, weil es Schüler christlicher Konfession nicht aufnehmen durfte. 1843 gab er das Jahrbuch für Kunst und Poesie heraus.
Nach Aufenthalten in Amsterdam und Utrecht – wohl als freier Literat oder als Lehrer – war er während der Deutschen Revolution 1848/1849 als Redakteur der von Franz Löher redaktionell geführten Westfälischen Zeitung in Paderborn anzutreffen. Als solcher nahm er sich der „Sache des Volkes gegenüber den verrotteten älteren Zuständen“ an. Ein Artikel in dieser Zeitung zog einen Prozess und eine Verurteilung zu Festungshaft nach sich, der sich Wihl durch Flucht nach Frankreich entzog. Nach anfänglichem Aufenthalt in Paris trat er bald eine Stelle als Literatur-Lehrer an einer höheren Schule in Grenoble an. In seinem Exil in Paris besuchte ihn Auguste Widal (1822–1875), ein französischer Literaturprofessor jüdischen Glaubens. Widal widmete Wihl ein Kapitel seines Buches über die jüdische Kultur und lobte seine Poesie. Bei Ausbruch des Deutsch-Französischen Krieges musste Wihl als Staatsbürger Preußens Frankreich verlassen. Er ging nach Brüssel, wo er von einer kleinen Pension lebte und 1882 verstarb.
Wihl beurteilte seinen Zeitgenossen Heinrich Heine bei gewisser Kritik an dessen Charakter („Sucht nach Allerweltsautorität“) und angeblich nachlassender dichterischer Kraft durchaus positiv, wie aus seinem im Juli 1838 im Telegraph für Deutschland veröffentlichten Aufsatz H. Heine in Paris hervorgeht. Heine echauffierte sich über den Inhalt dieses Aufsatzes, doch gab er bloß zu, dass er „über seinen Artikel am Ende mehr gelacht als geseufzt“ habe. Noch mehr ärgerte er sich über Wihls Vorgehensweise und Stil. Dessen Artikel deutete er als zudringlichen und anmaßenden Versuch, sich öffentlich als seinen Freund darzustellen. Nachdem Heine später erfahren hatte, dass Wihl in Hamburg bei seiner Mutter, Betty Heine, erschienen war und sich bei ihr „als Eingeweihter in meine delikatesten Verhältnisse“ präsentiert hatte, war das Verhältnis zu ihm vollends ruiniert. Heine verhöhnte ihn – auf seine „ostjüdische“ Erscheinung sowie seine im Werk West-östliche Schwalben zum Ausdruck gebrachte jüdische Palästina-Wehmut anspielend – als „Monsieur Faiwisch“, als „trauernden west-östlichen Schwalben-Rabbi Wihl“ und als „Schwalben-Vater“, den er „gottlob“ nicht mehr sehe, „wie überhaupt mein Haus jetzt sehr von west-östlichem Gesindel gereinigt ist“. Dem Almanach-Redakteur Christian Schad schrieb er 1853 gar: „Ich glaube, Sie sind es den Geruchsnerven Ihrer Leser schuldig, daß Sie von dieser herumkriechenden Wanze keinen versificirten Gestank in Ihren Almanach aufnehmen“.

## Werk (Auswahl)
- Romantische Dichtungen. Groos, Heidelberg 1833
- Gedichte. Von Zabern, Mainz 1836
- als Übersetzer: Englischer Novellenkranz. Hoffmann und Campe, Hamburg 1839
- Geschichte der deutschen National-Literatur von ihren ersten Anfängen bis auf unsere Tage. 5 Hefte, Aue, Altona/Dessau 1840
- als Herausgeber und einer der Autoren: Jahrbuch für Kunst und Poesie. Langewiesche, Barmen 1843
- Frühlings-Erwachen. Für eine Singstimme mit Begleitung des Pianoforte. Hofmeister, Leipzig ~1844 (vertont von Wilhelm Lutz)
- West-östliche Schwalben. Lang, Mannheim/Speyer 1847
- Hirondelles Orientales. Mercier, Paris 1860
- Le Mendiant pour la Pologne. Paris 1864
- Le Pays Bleu. Paris 1865